# VV Baronie in het seizoen 1965/66
Het seizoen 1965/1966 was het 11e jaar in het bestaan van de Bredase betaaldvoetbalclub Baronie. De club kwam uit in de Tweede divisie B en eindigde daarin op de zesde plaats. Tevens deed de club mee aan het toernooi om de KNVB beker, hierin werd de club in de groepsfase uitgeschakeld.

## Wedstrijdstatistieken

### Tweede divisie B
|       | FC Den Bosch/BVV | D.F.C. | EDO   | Excelsior | Fortuna | Haarlem | Helmondia '55 | Hermes DVS | Limburgia | NOAD  | RCH   | Roda JC | SVV   | Wilhelmina |
| ----- | ---------------- | ------ | ----- | --------- | ------- | ------- | ------------- | ---------- | --------- | ----- | ----- | ------- | ----- | ---------- |
| Thuis | 2 – 2            | 0 – 1  | 6 – 0 | 2 – 0     | 2 – 1   | 0 – 1   | 3 – 3         | 5 – 0      | 2 – 2     | 0 – 1 | 1 – 0 | 3 – 2   | 0 – 1 | 2 – 0      |
| Uit   | 2 – 1            | 3 – 3  | 3 – 1 | 2 – 2     | 3 – 2   | 0 – 1   | 0 – 1         | 1 – 1      | 0 – 3     | 1 – 6 | 4 – 3 | 0 – 1   | 3 – 2 | 1 – 4      |

### KNVB beker
| Groepsfase                                       | Baronie                                                                                            | 1 – 1 (1 – 0) | Eindhoven                                                           |
| 19 september 1965 Plaats: Breda De Blauwe Kei    | Ad van den Broek 11'                                                                               |               | 57' Henk Leusink                                                    |
| Groepsfase                                       | Helmondia '55                                                                                      | 1 – 3 (0 – 1) | Baronie                                                             |
| 7 november 1965 Plaats: Helmond De Braak         | Lambert Kreekels 83' (pen.)                                                                        |               | 20' Addy Brouwers 65' Gerrie Deijkers 84' (pen.) Piet van den Broek |
| Groepsfase                                       | PSV                                                                                                | 5 – 2 (2 – 0) | Baronie                                                             |
| 2 januari 1966 Plaats: Eindhoven Philips Stadion | Willy van der Kuijlen 5', 70' Daan Schrijvers 10' (pen.), 75' (pen.) Piet van den Broek 50' (e.d.) |               | 65' Ad van den Broek 66' Ad Vermolen                                |

## Statistieken Baronie 1965/1966

### Eindstand Baronie in de Nederlandse Tweede divisie B 1965 / 1966
| Stand | Gespeeld | Gewonnen | Gelijk | Verloren | Punten | Doelpunten voor | Doelpunten tegen |
| ----- | -------- | -------- | ------ | -------- | ------ | --------------- | ---------------- |
| 6e    | 28       | 13       | 6      | 9        | 32     | 59              | 37               |

### Topscorers
| #              | Naam                      | Goal |
| -------------- | ------------------------- | ---- |
| 1.             | Ad Vermolen               | 21   |
| 2.             | Ad van den Broek          | 13   |
| 3.             | Tiest van Dongen          | 5    |
| 4.             | Addy Brouwers             | 4    |
| 5.             | Hans de Jongh             | 3    |
| 5.             | Henny Soffers             | 3    |
| 7.             | Gerrie Deijkers           | 2    |
| 7.             | Henk van Ierssel          | 2    |
| 9.             | Piet van den Broek        | 1    |
| 9.             | Van den Broek             | 1    |
| 9.             | Ad van Ierssel            | 1    |
| 9.             | Jansen                    | 1    |
| 9.             | Cees Leijten              | 1    |
| Eigen doelpunt |                           |      |
| 1.             | Willy Hoffman (Limburgia) | 1    |
| Totaal         | Totaal                    | 59   |

| #      | Naam               | Goal |
| ------ | ------------------ | ---- |
| 1.     | Ad van den Broek   | 2    |
| 2.     | Piet van den Broek | 1    |
| 2.     | Addy Brouwers      | 1    |
| 2.     | Gerrie Deijkers    | 1    |
| 2.     | Ad Vermolen        | 1    |
| Totaal | Totaal             | 6    |